# Wipe Out (1988)
Wipe Out foi uma mini-série televisiva britânica de 1988, no género thriller político e tecnológico,, realziada por Michael Rolfe e com a participação de Catherine Neilson, Fiona Allen, Ian McElhinney, Nigel Terry e Bill Stewart. Foi transmitida em Portugal em 1989, sob o nome John Fairling não existe.